# Napier (Sudafrica)
Napier è una cittadina sudafricana situata nella municipalità distrettuale di Overberg nella provincia del Capo Occidentale.

## Geografia fisica
La cittadina sorge sulle rive del fiume Klipdrif.